# Dasaramuthenahalli, Challakere
Dasaramuthenahalli là một làng thuộc tehsil Challakere, huyện Chitradurga, bang Karnataka, Ấn Độ.